# Savita Russo
Savita Russo (18 de mayo de 2005) es una deportista italiana que compite en judo. Ganó una medalla de bronce en el Campeonato Europeo de Judo de 2024, en la categoría de –63 kg.

## Palmarés internacional
| Campeonato Europeo | Campeonato Europeo | Campeonato Europeo | Campeonato Europeo |
| Año                | Lugar              | Medalla            | Categoría          |
| ------------------ | ------------------ | ------------------ | ------------------ |
| 2024               | Zagreb (Croacia)   | Medalla de bronce  | –63 kg             |